# Beskid (stacja kolejowa)
Beskid (ukr. Бескид, ros. Бескит) – stacja kolejowa w pobliżu miejscowości Oporzec, w rejonie stryjskim, w obwodzie lwowskim, na Ukrainie. Leży na linii Lwów – Stryj – Batiowo – Czop. Położona jest u północnego krańca Tunelu Beskidzkiego.
Stacja istniała przed II wojną światową. Była wówczas ostatnią stacją kolejową po polskiej stronie granicy. Nie była jednak stacją graniczną - kontrole graniczne odbywały się w Ławocznem.